# 620 a.C.

## Eventos
- 40a olimpíada: Olinteu da Lacônia, vencedor do estádio pela segunda vez, ele havia vencido na 38a olimpíada.[1]
- Selinunte fundada na Sicília (data aproximada)[2]

## Nascimentos
- Esopo
- Alceu de Mitilene[3]